# Державный
Державный — хутор в Успенском районе Краснодарского края.
Входит в состав Убеженского сельского поселения.

## Географическое положение
Хутор расположен на правом берегу Кубани, напротив районного центра — села Успенского (имеется автомобильный мост), в 12 км к юго-востоку от центра сельского поселения — станицы Убеженской.

## Население
| 2002 | 2010 |
| ---- | ---- |
| 416  | ↘377 |

## Известные уроженцы
- Бекетов, Владимир Андреевич (род. 1949) — председатель Законодательного Собрания Краснодарского края с декабря 1995 года